# درو هنتر
درو هنتر (بالإنجليزية: Drew Hunter)‏ هو عداء مسافات متوسطة أمريكي، ولد في 5 سبتمبر 1997 في مقاطعة لودون في الولايات المتحدة.

## وصلات خارجية
- درو هنتر على موقع الاتحاد الدولي لألعاب القوى (الإنجليزية)